# Kwadjo Anani
Kwadjo Anani (Brescia, Italia, 13 de diciembre de 1999) es un deportista italo-ghanés que compite en judo.
Ganó una medalla de plata en el Campeonato Africano de Judo de 2021 en la categoría de –90 kg. Representando a Italia, consiguió una medalla de bronce en los Juegos Europeos de Cracovia 2023, en la prueba de equipo mixto.

## Palmarés internacional
| Representando a Ghana  |                         |                   |              |
| Campeonato Africano    |                         |                   |              |
| Año                    | Lugar                   | Medalla           | Categoría    |
| 2021                   | Dakar (Senegal)         | Medalla de plata  | –90 kg       |
| Representando a Italia |                         |                   |              |
| Juegos Europeos        |                         |                   |              |
| Año                    | Lugar                   | Medalla           | Categoría    |
| 2023                   | Krynica-Zdrój (Polonia) | Medalla de bronce | Equipo mixto |